# Фізична праця

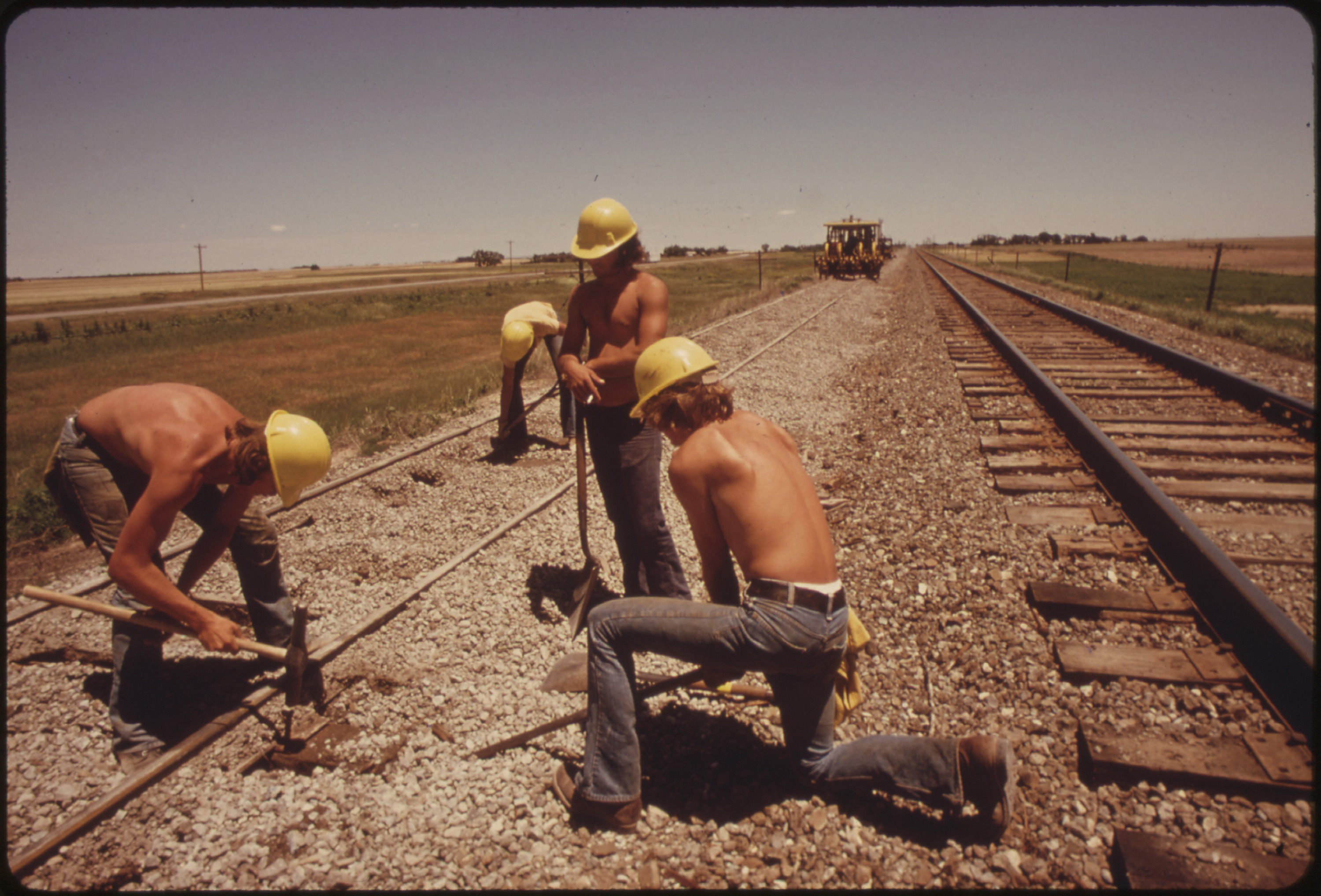
Приклад ручної праці

Фізична або ручна праця — історичний вид суспільної праці, що є прямо-протилежною до розумової праці.

## Історія
Суспільний поділ праці, що виник на певному ступені розвитку суспільства, виявляється у відокремленні ручної та розумової праці й закріпленні кожного з цих видів за різними суспільними групами. При цьому ручна праця стає притаманною нижчим соціальним групам, а розумова — вищим.
У постіндустріальну епоху визначення робітника як особи суто «ручної та некваліфікованої праці» розмивається, стає неадекватним.

## Ручна праця у школі
Ручна праця поряд з іншими навчальними предметами є одним з важливих засобів розумового і фізичного розвитку, морального і естетичного виховання. Роль ручної праці у розумовому розвитку дітей полягає в тому, що зміст уроків з праці розширює світогляд дітей. На уроках ручної праці в процесі роботи під керівництвом учителя діти набувають конкретні знання про якості того чи іншого матеріалу, про величину, форму, кольори предметів, про їх розташування в просторі тощо; діти слухають вчителя, стежать за його діями і самі практично діють: обробляють матеріал, перетворюють його у виріб. Вплив ручної праці на розумовий розвиток дітей полягає і в тому, що в процесі праці діти вчаться застосовувати теоретичні знання.
Учитель виховує у дітей трудову культуру, вчить тримати в порядку і чистоті робоче місце, економно витрачати матеріал. Діти привчаються планувати роботу, намічати послідовність трудових дій, передбачати результат і активно прагнути до кращого результату.
На уроках ручної праці педагог вчить дітей діяти руками і водночас свідомо, обдумано ставитися до своїх дій.